# Harold Ian Miltner
Harold Ian „Harry“ Miltner (* 25. Juli 1970 in Edinburgh) ist ein schottisch-österreichischer Schriftsteller und Sport-Consulter.
Miltner studierte Anglistik/Amerikanistik, Politikwissenschaften, Geographie und Sportmanagement in Innsbruck, London, Edinburgh, Chicago und Mailand.
Nach seiner sportlichen Karriere im Eishockey, Rollhockey und Fußball wechselte er als Korrespondent zu World Soccer Magazine und wurde schließlich Sportchef für Mitteleuropa bei Associated Press und anschließend Reuters. Er war unter anderem stellvertretender Pressechef bei der Eishockey-Weltmeisterschaft 2005 in Österreich.
Mit seiner Firma HM Sports, gegründet 2003, ist er als Sport-Consulter im Bereich Sponsorship und Contracting weltweit tätig. Dabei ist die Agentur vor allem in der Formel 1, der MotoGP, anderen Rennserien, sowie im Fußball und Eishockey aktiv. Im Eishockey fungiert der Wahl-Wiener auch als Player Scout für mehrere namhafte Vereine.
Außerdem ist er Herausgeber von Österreichs Top Motorsport Hub Formelaustria.at und Gastdozent an mehreren Universitäten und Fachhochschulen in Österreich, Deutschland, Italien und Großbritannien.
Miltner ist schottischer Laird, dem Clan Campbell of Argyll angestammt, sowie Nachkomme der österreichisch-ungarischen Adelsfamilien Okolicsanyi und Balogh de Galantha.

## Publikationen
- 1998: Rain over Squares, Gedichtsammlung
- 1999: Older Students at the Universities
- 2000: Scots – A Reborn Standard Language
- 2001: Die Kunst des Surfens, Internetguide für Senioren
- 2003: Cut ’n’ Paste, Gedichtsammlung
- 2006: Die Formel 1 Saison 2006
- 2007: Race Travel Guide, The F1 Guide for Travellers
- 2009: The Status of Sports in the GCC
- 2010: Berühmte Kurven und Ihre Meister
- 2023  Helden der Ringe, Die 16 Österreichischen Formel 1 Piloten